# شته مومی
شَتهٔ مومی کلم با (نام علمی: Brevicoryne brassicae) حشره کوچکی است به طول ۴/۲ میلی‌متر و رنگ بدن آن در شته‌های ماده بی‌بال، سبز تیره یا سبز روشن بوده و پوشیده از یک ماده مومی سفید رنگ است.
این حشره از راسته نیم‌بالان (Hemiptera)، زیرراسته جوربالان  (Homoptera) و خانواده شته‌ها (Aphididae) است.
سر تیره رنگ بوده و لکه تیره‌ای نیز از روی سر تا روی شکم امتداد دارد. شته مومی کلم یکی از مهم‌ترین آفات کلزا و دیگر گیاهان خانواده کلم است. در ایران در اغلب نواحی به ویژه در مناطق شمالی و مرکزی، استان همدان، استان کردستان و استان کرمانشاه به زراعت کلزا خسارت می‌رساند.
در مناطق خشک روی کلزا حالت طغیانی دارد. در فصل پاییز، شته‌های بالدار روی خاک و نزدیک طوقه بوته‌های کلم و کلم گل جمع شده و سپس افراد نر و ماده در آنجا به وجود می‌آیند.
شته مومی کلم به برگ، ساقه، گل، و غلاف‌های گیاه میزبان خود حمله می‌کند و باعث کاهش محصول و از بین رفتن کامل بوته می‌شود. به علاوه بر تغذیه و مکیدن شیره سلولی از بوته‌های جوان موجب پیچیدگی و قاشق شدن حاشیه برگ‌ها می‌شود. در کلزا، شته‌ها با استقرار در روی قسمت انتهایی از طرفی موجب ضعیف شدن بوته و پایین آمدن کیفیت و کمیت دانه‌ها می‌شوند و از طرف دیگر بر اثر فعالیت آنها، ترشحات چسبنده عسلک روی گیاه به وجود می‌آید که در نتیجه قارچ سیاه مولد فوماژین نیز روی آن رشد می‌کند. جمعیت آفت در روی بوته به حدی است که کنترل آن را اجتناب ناپذیر می‌سازد.
شته مومی کلم دارای دشمنان طبیعی زیادی است، از آن جمله می‌توان به کفشدوزک‌ها و مگس‌های سیرفیده اشاره کرد.